# Блейн, Джейсон
Джейсон Блейн (англ. Jason Blaine) — канадский певец, кантри-музыкант, автор-исполнитель.
Лауреат и многократный номинант на премию Canadian Country Music Association.

## Биография
См. также «Jason Blaine life» в английском разделе.
Родился 19 апреля 1980 года в городе Пемброк, (Онтарио, Канада).
Проживает в Нашвилле (Теннесси, США) вместе со своей женой и 4 детьми.

## Дискография
См. также «Jason Blaine Discography» в английском разделе.

### Альбомы
| Название              | Детали                                                    |
| --------------------- | --------------------------------------------------------- |
| While We Were Waiting | - Дата выхода: 6 июля 2005 - Лейбл: Icon Records          |
| Make My Move          | - Дата выхода: 20 мая 2008 - Лейбл: Koch Entertainment    |
| Sweet Sundown         | - Дата выхода: 30 марта 2010 - Лейбл: E1 Entertainment    |
| Life So Far           | - Дата выхода: 27 сентября 2011 - Лейбл: E1 Entertainment |
| Everything I Love     | - Дата выхода: 9 июля 2013 - Лейбл: E1 Entertainment      |
| Country Side          | - Дата выхода: 23 октября 2015 - Лейбл: E1 Entertainment  |

## Награды и номинации
| Год  | Ассоциация                         | Категория                                                        | Результат |
| ---- | ---------------------------------- | ---------------------------------------------------------------- | --------- |
| 2004 | Canadian Country Music Association | Independent Song of the Year – "That's What I Do"                | Номинация |
| 2006 | Canadian Country Music Association | Chevy Trucks Rising Star Award                                   | Номинация |
| 2007 | Canadian Country Music Association | Chevy Trucks Rising Star Award                                   | Номинация |
| 2008 | Canadian Country Music Association | Top New Talent of the Year – Male                                | Номинация |
| 2009 | Canadian Country Music Association | Male Artist of the Year                                          | Номинация |
| 2012 | Canadian Country Music Association | Male Artist of the Year                                          | Номинация |
| 2012 | Canadian Country Music Association | Single of the Year – "They Don't Make 'Em Like That Anymore"     | Победа    |
| 2012 | Canadian Country Music Association | Songwriter of the Year – "They Don't Make 'Em Like That Anymore" | Номинация |
| 2013 | Canadian Country Music Association | Songwriter of the Year – "Cool"                                  | Номинация |
| 2014 | Canadian Country Music Association | CMT Video of the Year – "Friends of Mine"                        | Номинация |
| 2015 | Canadian Country Music Association | Songwriter of the Year – "Country Side"                          | Номинация |
| 2015 | Canadian Country Music Association | Video of the Year – "Country Side"                               | Номинация |